# Spetsnaz (GRU)
As Spetsnaz da GRU, formalmente conhecida como Forças Especiais da Diretoria Principal do Estado-Maior das Forças Armadas da Rússia, são a força especial (spetsnaz) da GRU, a agência de inteligência militar estrangeira das Forças Armadas da Federação Russa.
O símbolo das Spetsnaz da GRU é o morcego e seu lema é “Apenas as estrelas estão acima de nós” (em russo:  Выше нас только звёзды, transl. Vyshe nas tol'ko zvozdy).

## Origem
O Stavka começou a preparar grupos para fins especiais (OSNAZ) para servir no GRU em 1937 - treinando pessoal para unidades de rádio para fins especiais no departamento de engenharia de radiotécnica da Academia Eletrotécnica Militar Budionni em Leningrado.
A GRU Spetsnaz, a primeira força spetsnaz da União Soviética, foi formada em 1949 como a força militar da Diretoria Principal de Inteligência (GRU), a agência de inteligência militar estrangeira das Forças Armadas Soviéticas. A força foi projetada no contexto da Guerra Fria para realizar reconhecimento e sabotagem contra alvos inimigos na forma de reconhecimento especial e ataques de ação direta. O GRU Spetsnaz inspirou outras forças spetsnaz ligadas a outras agências de inteligência soviéticas, como a Vimpel (fundada em 1981) e o Grupo Alpha (criado em 1974), ambos da KGB.

## Modus operandi
O conceito do uso de táticas e estratégias de forças especiais na União Soviética foi originalmente proposto pelo teórico militar Mikhail Svechnikov, que previa o desenvolvimento de capacidades de guerra não convencionais para superar as desvantagens que as forças convencionais enfrentavam no campo. Svechnikov foi executado durante o Grande Expurgo em 1938, mas a implementação prática de suas ideias foi iniciada por Ilia Starinov, apelidado de "avô dos spetsnaz".
Após a entrada da União Soviética na Segunda Guerra Mundial, forças básicas dedicadas a atos de reconhecimento e sabotagem foram formadas sob a supervisão do Segundo Departamento do Estado-Maior das Forças Armadas Soviéticas e estavam subordinadas aos comandantes das frentes.
A principal função das tropas Spetsnaz em tempos de guerra era a infiltração/inserção atrás das linhas inimigas (em uniforme ou em roupas civis), geralmente bem antes do início das hostilidades e, uma vez no local, cometer atos de sabotagem, como a destruição de centros logísticos de comunicações vitais, bem como o assassinato de líderes governamentais e oficiais militares importantes.
O treinamento da GRU Spetsnaz incluía: manuseio de armas, rapel rápido, treinamento de explosivos, pontaria, contraterrorismo, treinamento aéreo, combate corpo a corpo, escalada (técnicas de cordas alpinas), mergulho, combate subaquático, treinamento médico de emergência e demolição.